# فهرست فرودگاه‌های کره شمالی
این مقاله شامل فهرست فرودگاه‌های کره شمالی است.

## فرودگاه‌های با سطح باند سخت
- فرودگاه بین‌المللی سونان
- پایگاه نیروی هوایی چانگیین-وپ
- فرودگاه هایون نای
- فرودگاه کائچون
- فرودگاه کانگ دا ری
- فرودگاه کانگ‌دونگ
- فرودگاه کوئوم-نی
- فرودگاه کیونگ‌سونگ-چوول
- فرودگاه میریم
- فرودگاه اونچون
- فرودگاه پانگهیون
- فرودگاه سمجیون
- فرودگاه سان‌چان
- فرودگاه سانگام نی
- فرودگاه تایچن
- فرودگاه تائتان-پیونگ‌یانگ
- فرودگاه اویجا

## پایگاه‌های نظامی
- فرودگاه هوانگیو هنگ شکاری با ٤٤ فروند میگ-١٩
- فرودگاه هوانگسوون هنگ شکاری با ٤٤ فروند میگ-۲۱
- فرودگاه ایون هنگ شکاری با ٣٨ فروند میگ-۲۱
- فرودگاه کوکسان هنگ شکاری با ٢٤ فروند میگ-۲۱
- فرودگاه کووایل هنگ شکاری با ٤٤ فروند میگ-۲۱
- فرودگاه کوآکسان هنگ بمب افکن با ٢٤ فروند ایلوشین-٢٨
- فرودگاه چونگجین هنگ شکاری با ٤٤ فروند میگ-١٩
- فرودگاه پوکچانگ هنگ شکاری با ٣٦ فروند سوخو-۲۵ و ٢٤ فروند میگ-۲۹
- فرودگاه ملکه سئون دئوک هنگ بمب افکن با ٢٤ فروند ایلوشین-٢٨
- فرودگاه سانچن هنگ شکاری با ٤٦ فروند میگ-۲۳
- فرودگاه تاکسان هنگ بمب افکن با ٢٤ فروند ایلوشین-٢٨
- فرودگاه وانسون هنگ شکاری با ٧٩ فروند میگ-١٩

## فرودگاه‌های با سطح باند غیر سخت
- فرودگاه چیک-تونگ
- فرودگاه چو دو
- فرودگاه هائجو
- فرودگاه جنوب شرقی هیانگ
- فرودگاه صحرایی هایسان
- فرودگاه ایچن
- فرودگاه ایچن شمال شرقی
- فرودگاه آیهون
- فرودگاه کوکتونگ
- فرودگاه کومگانگ
- فرودگاه مائنگ‌سان
- فرودگاه مانپو
- فرودگاه اونگجین
- فرودگاه پائگام
- فرودگاه پیونگسول لی
- فرودگاه سینویجو
- فرودگاه سوهونگ جنوبی
- فرودگاه تائبوکو ری
- فرودگاه تایچن شمال غربی
- فرودگاه جنوبی تانچون
- فرودگاه توها ری شمالی
- فرودگاه اونچون آپ